# Соларуса
Соларуса (итал. Solarussa) је насеље у Италији у округу Ористано, региону Сардинија.
Према процени из 2011. у насељу је живело 2280 становника. Насеље се налази на надморској висини од 17 м.

## Становништво
Према резултатима пописа становништва 2011. у општини је живело 2.467 становника.
| 1931. | 1936. | 1951. | 1961. | 1971. | 1981. | 1991. | 2001. | 2011. |
| ----- | ----- | ----- | ----- | ----- | ----- | ----- | ----- | ----- |
| 1.823 | 1.947 | 2.274 | 2.594 | 2.453 | 2.592 | 2.629 | 2.493 | 2.467 |